# 阿雷瓦利略
阿雷瓦利略，是西班牙卡斯蒂利亚-莱昂阿维拉省的一个市镇。 总面积15km2, 总人口131人（2001年），人口密度9人/km2。